# Sevastijan Dabović
Svatý Sevastijan Dabović (9. června 1863 – 30. listopadu 1940) byl srbsko-americký mnich a misionář, který se stal prvním srbským pravoslavným mnichem narozeným v Severní Americe. Byl svatořečen srbskou pravoslavnou církví a je uctíván ve společenství pravoslavných církví. 

## Život

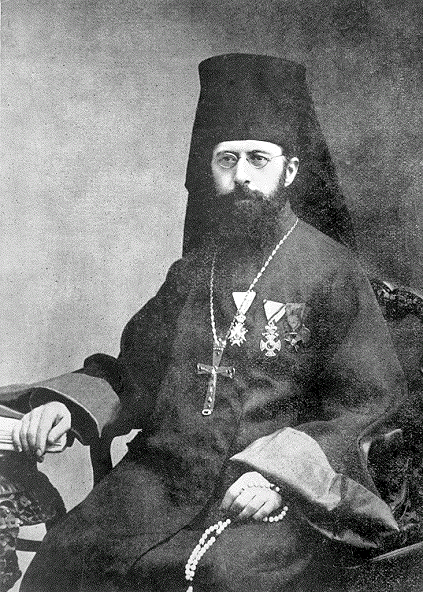
Otec Sevastijan (1930)

Sebastijan Dabović se narodil 9. července 1863 v San Franciscu v Kalifornii jako dítě srbských přistěhovalců z města Risan v Boce Kotorské. Při křtu dostal jméno Jovan. Později byl během školní docházky v Rusku vysvěcen na mnicha (Sevastijan) a v roce 1887 se stal hierodiakonem a 16. srpna 1892 jeromonachem. V roce 1892 byl Sevastian vysvěcen jako první narozený pravoslavný kněz ve Spojených státech. Brzy byl poslán do Minneapolis (Minnesota), aby nahradil otce Alexise Totha (později také svatořečeného) jako kněz tamního chrámu Přesvaté Bohorodice.
První srbská pravoslavná farnost ve Spojených státech byla založena otcem Dabovićem v Jacksonu v Kalifornii v roce 1892. Otec Dabović brzy inicioval stavbu prvního srbského pravoslavného chrámu ve Spojených státech, srbského pravoslavného chrámu svatého Sávy v Jacksonu, který byl vysvěcen v roce 1894. Založil také několik dalších chrámů napříč Spojenými státy. 
Otec Dabović byl jmenován misionářem v Kalifornii a Washingtonu. Předpokládá se, že pokřtil více lidí než kterýkoli kněz na západní polokouli. Dabovićův přítel Nikolaj Velimirović (později také svatořečený) ho nazval „největším srbským misionářem moderní doby“.
Během přelomu století si otec Sevastian dopisoval s reverendem Francisem J. Hallem, DD, o anglikánském vyznání na téma vzájemných vztahů mezi dvěma konfesemi. V roce 1902 pokračoval ve své misijní činnosti a vrátil se na Aljašku jako děkan (okružní protopresbyter) děkanství (okružního protopresbyterátu) Sitka. Zatímco byl na Aljašce, pomohl založit chrám svatého Sávy v Douglasu.
Od roku 1904 do roku 1910 vedl srbskou misii z jejího centra v srbské pravoslavné církvi Holy Resurrection v Chicagu, kde také sloužil jako farář.  V roce 1910 Sevastian požádal o propuštění ze srbské farnosti, aby se mohl vrátit k misijní práci. Následně, asi o rok později, nastoupil na fakultu nově otevřeného semináře St. Platon v Tenafly, New Jersey. Krátce nato požádal o propuštění, aby mohl sloužit jako kaplan (polní kurát) v srbské armádě během první světové války.
Dabović měl také vazby na Nikolu Teslu, srbsko-amerického vynálezce, který ho finančně podporoval. Byl známý jako apoštol emigrantů ze Srbska, kteří se usadili v Americe.

## Svatořečení
Srbská pravoslavná církev svatořečila otce Daboviće na Svatém sněmu v Bělehradě 30. května 2015 jako svatého Sevastijana Sanfranciského a Jacksonského.

## Řády a ocenění
- Řád sv. Anny (Rusko)